# Ветерсвиллер
Ветерсвиллер (фр. Weiterswiller) — коммуна на северо-востоке Франции в регионе Гранд-Эст (бывший Эльзас — Шампань — Арденны — Лотарингия), департамент Нижний Рейн, округ Саверн, кантон Ингвиллер. До марта 2015 года коммуна административно входила в состав упразднённого кантона Ла-Птит-Пьер (округ Саверн).
Площадь коммуны — 7,91 км², население — 570 человек (2006) с тенденцией к стабилизации: 556 человек (2013), плотность населения — 70,3 чел/км².

## Население
Население коммуны в 2011 году составляло 566 человек, в 2012 году — 569 человек, а в 2013-м — 556 человек.
| 1962 | 1968 | 1975 | 1982 | 1990 | 1999 | 2006 | 2008 | 2011 | 2012 | 2013 |
| ---- | ---- | ---- | ---- | ---- | ---- | ---- | ---- | ---- | ---- | ---- |
| 573  | 543  | 564  | 540  | 540  | 543  | 570  | 573  | 566  | 569  | 556  |

Динамика населения:

## Экономика
В 2010 году из 351 человек трудоспособного возраста (от 15 до 64 лет) 253 были экономически активными, 98 — неактивными (показатель активности 72,1 %, в 1999 году — 73,2 %). Из 253 активных трудоспособных жителей работал 231 человек (134 мужчины и 97 женщин), 22 числились безработными (10 мужчин и 12 женщин). Среди 98 трудоспособных неактивных граждан 29 были учениками либо студентами, 37 — пенсионерами, а ещё 32 — были неактивны в силу других причин.

## Достопримечательности (фотогалерея)

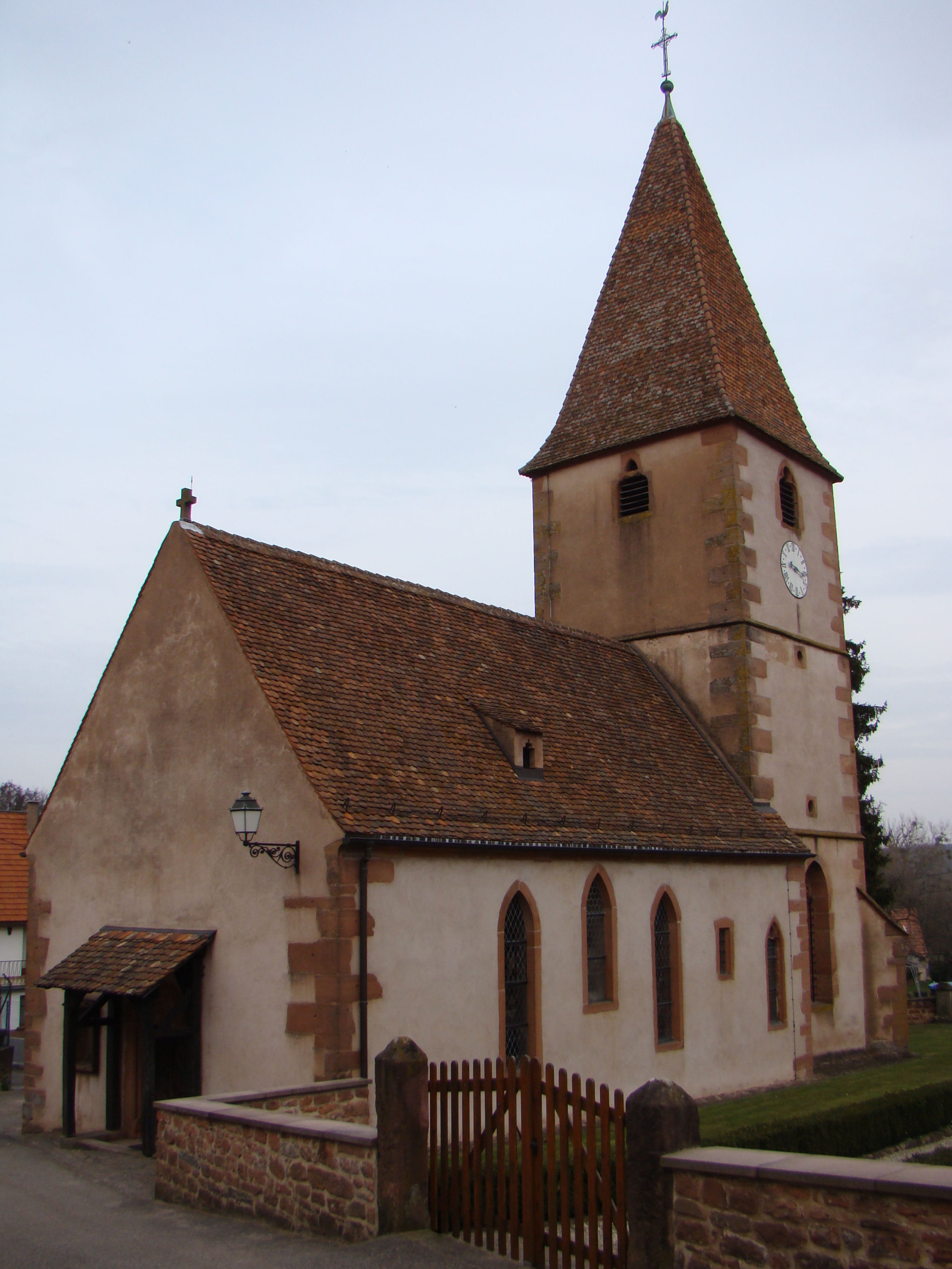
Церковь